# Ворончук, Андрей Яковлевич
Андрей Яковлевич Ворончук (1915—2007) — полковник Советской Армии, участник боёв на Халхин-Голе и Великой Отечественной войны, Герой Советского Союза (1943).

## Биография
Андрей Ворончук родился 15 июня 1915 года в селе Горваль (ныне — Речицкий район Гомельской области Белоруссии) в семье крестьянина. Окончил семь классов неполной средней школы, затем в 1932 году — Речицкий педагогический техникум. В 1938 году Ворончук был призван на службу в Рабоче-крестьянскую Красную Армию. Участвовал в боях на Халхин-Голе. В 1942 году он окончил курсы младших лейтенантов. С 1943 года — на фронтах Великой Отечественной войны, в звании лейтенанта командовал батареей 236-го стрелкового полка 106-й стрелковой дивизии 65-й армии Центрального фронта. Отличился во время битвы за Днепр.
15-17 октября 1943 года батарея Ворончука способствовала переправе полка через Днепр в районе села Лоев Гомельской области Белорусской ССР. Огнём её орудий было уничтожено 5 огневых точек противника. На захваченном на западном берегу реки плацдарме батарея отбила четыре сильные контратаки. В бою Ворончук получил ранение и контузию, но поля боя не покинул. Он лично подбил гранатой танк. После боя он был разыскан санитарами и отправлен в госпиталь.
Указом Президиума Верховного Совета СССР от 30 октября 1943 года за «мужество и героизм, проявленные при форсировании Днепра и удержании плацдарма на его правом берегу» лейтенант Андрей Ворончук был удостоен высокого звания Героя Советского Союза с вручением ордена Ленина и медали «Золотая Звезда» за номером 1615.
После излечения Ворончук получил отпуск, после чего вернулся в строй. В боях на Висле он был тяжело ранен и более в боевых действиях участия не принимал. Участвовал в Параде Победы. В 1947 году Ворончук окончил Военную академию имени Фрунзе, после чего служил офицером-воспитателем в Киевском суворовском военном училище. В 1960 году в звании полковника он был уволен в запас. В 1965 году Ворончук окончил Киевский государственный университет.
Проживал в Киеве.
Умер 21 января 2007 года, похоронен на Зверинецком кладбище Киева.

## Награды и звания
- Герой Советского Союза (1943)
- Орден Ленина
- Медаль «Золотая Звезда»
- Орден Отечественной войны I степени
- Два ордена Красной Звезды
- Ряд медалей[2][3].

## Память
- Имя А. Я. Ворончука носит одна из улиц в Речице[4].